# 城南 (藤沢市)
城南（じょうなん）は神奈川県藤沢市にある地名。現行行政町名は城南一丁目から城南五丁目。住居表示実施済み区域。
明治地区堂北西部の北方に位置し、国道1号藤沢バイパスと新湘南バイパスが接続する藤沢インターチェンジがある。

## 地理
藤沢市の西南部に位置する。北は大庭、東は稲荷・藤沢、南は羽鳥・辻堂神台、西は茅ヶ崎市赤羽根・小和田である。北西から北東へ順に一丁目から三丁目が、南東・南西へ順に四丁目および五丁目ある。

### 河川
- 引地川

## 歴史
平安時代は、大庭御厨の一部で伊勢神宮の荘園であった。

### 沿革
- 平安時代中期（10世紀） : 相模国高座郡土甘（とかみ・となみ）郷の一部となる。
- 長治元年（1104年）ころ : 鎌倉景正が大庭御厨を開拓し、その一部となる。

- 江戸時代 - 旗本領となる。
- 1878年（明治11年）11月18日 : 郡区町村編制法により、行政区画としての高座郡羽鳥村が編成され、当地はその一部となる。
- 1889年（明治22年）4月1日 : 町村制が施行され、辻堂村、大場村、羽鳥村および稲荷村が合併し、神奈川県高座郡明治村となり、明治村役場が当地に置かれる。
- 1908年（明治41年）4月1日 : 明治村、藤沢大坂町および鵠沼村が合併して、藤沢町となる。
- 1940年（昭和15年）10月1日 : 藤沢町が市政を敷き、藤沢市となる。
- 1968年（昭和43年）10月1日 : 城南一丁目から五丁目を新設する[6]。

## 町名の変遷
| 実施後     | 実施年月日    | 実施前（特記なければ各字名ともその一部）                                                 |
| ---------- | ------------- | ---------------------------------------------------------------------------------------- |
| 城南一丁目 | 1968年10月1日 | 大字辻堂字餅塚（全域）・字西神台、大字大庭字折戸、大字稲荷字四ッ裏、大字羽鳥字四ッ谷     |
| 城南二丁目 | 1968年10月1日 | 大字大庭字折戸・字下ノ谷・字南山・字御伊勢宮、大字稲荷字四ッ裏                           |
| 城南三丁目 | 1968年10月1日 | 大字大庭字御伊勢宮・字城下・字引地、大字稲荷字引地脇・字引地下                           |
| 城南四丁目 | 1968年10月1日 | 大字大庭字御伊勢宮・字引地、大字稲荷字引地脇、大字羽鳥字引地・字駒形                     |
| 城南五丁目 | 1968年10月1日 | 大字大庭字折戸・字下ノ谷・字南山・字御伊勢宮、大字稲荷字四ッ裏、大字羽鳥字丸山・字四ッ谷 |

## 世帯数と人口
2023年（令和5年）9月1日現在（藤沢市発表）の世帯数と人口は以下の通りである。
| 丁目       | 世帯数    | 人口    |
| ---------- | --------- | ------- |
| 城南一丁目 | 1,033世帯 | 2,469人 |
| 城南二丁目 | 587世帯   | 1,159人 |
| 城南三丁目 | 695世帯   | 1,667人 |
| 城南四丁目 | 693世帯   | 1,307人 |
| 城南五丁目 | 274世帯   | 621人   |
| 計         | 3,282世帯 | 7,223人 |

### 人口の変遷
国勢調査による人口の推移。
| 年                 | 人口  |
| ------------------ | ----- |
| 1995年（平成7年）  | 5,572 |
| 2000年（平成12年） | 5,720 |
| 2005年（平成17年） | 6,765 |
| 2010年（平成22年） | 7,118 |
| 2015年（平成27年） | 7,167 |
| 2020年（令和2年）  | 7,197 |

### 世帯数の変遷
国勢調査による世帯数の推移。
| 年                 | 世帯数 |
| ------------------ | ------ |
| 1995年（平成7年）  | 2,088  |
| 2000年（平成12年） | 2,257  |
| 2005年（平成17年） | 2,691  |
| 2010年（平成22年） | 2,923  |
| 2015年（平成27年） | 2,990  |
| 2020年（令和2年）  | 3,140  |

## 学区
市立小・中学校に通う場合、学区は以下の通りとなる（2020年3月時点）。
| 丁目       | 番地               | 小学校             | 中学校             |
| ---------- | ------------------ | ------------------ | ------------------ |
| 城南一丁目 | 全域               | 藤沢市立明治小学校 | 藤沢市立明治中学校 |
| 城南二丁目 | 1～7番、8番の一部  | 藤沢市立明治小学校 | 藤沢市立明治中学校 |
| 城南二丁目 | 8番の一部、9～13番 | 藤沢市立明治小学校 | 藤沢市立羽鳥中学校 |
| 城南三丁目 | 全域               | 藤沢市立明治小学校 | 藤沢市立羽鳥中学校 |
| 城南四丁目 | 全域               | 藤沢市立明治小学校 | 藤沢市立羽鳥中学校 |
| 城南五丁目 | 3番の一部、4～6番  | 藤沢市立明治小学校 | 藤沢市立羽鳥中学校 |
| 城南五丁目 | 1・2番、3番の一部  | 藤沢市立明治小学校 | 藤沢市立明治中学校 |

## 事業所
2021年（令和3年）現在の経済センサス調査による事業所数と従業員数は以下の通りである。
| 丁目       | 事業所数  | 従業員数 |
| ---------- | --------- | -------- |
| 城南一丁目 | 32事業所  | 325人    |
| 城南二丁目 | 14事業所  | 149人    |
| 城南三丁目 | 15事業所  | 130人    |
| 城南四丁目 | 29事業所  | 427人    |
| 城南五丁目 | 12事業所  | 93人     |
| 計         | 102事業所 | 1,124人  |

### 事業者数の変遷
経済センサスによる事業所数の推移。
| 年                 | 事業者数 |
| ------------------ | -------- |
| 2016年（平成28年） | 106      |
| 2021年（令和3年）  | 102      |

### 従業員数の変遷
経済センサスによる従業員数の推移。
| 年                 | 従業員数 |
| ------------------ | -------- |
| 2016年（平成28年） | 893      |
| 2021年（令和3年）  | 1,124    |

## 交通

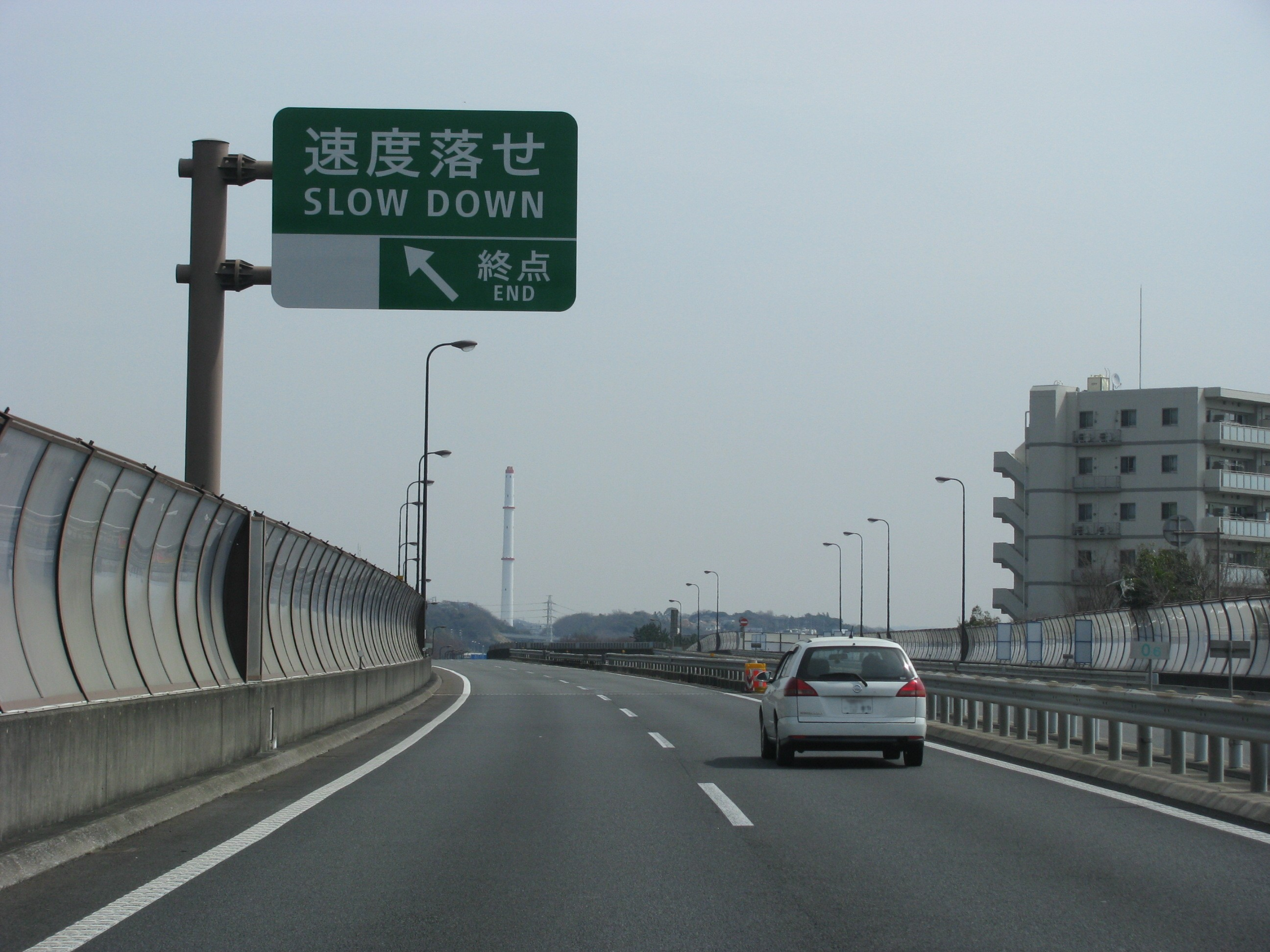
藤沢インターチェンジ

### 鉄道
当地を通る鉄道はない。

### バス
- 神奈川中央交通
  - 藤07・藤08・辻01系統 - 茅ヶ崎駅行
  - 藤34・藤39・辻26系統 - 湘南台駅西口行
  - 藤12・藤13・藤40・辻24・辻28・辻29系統 - 湘南ライフタウン行
  - 藤07・藤08・藤12・藤13・藤34・藤39・藤40系統 - 藤沢駅北口行
  - 辻07系統 - 赤羽根行
  - 辻33系統 - 綾瀬車庫行
  - 辻34系統 - 慶応大学行
  - 辻01・辻07・辻24・辻26・辻28・辻29・辻33・辻34系統 - 辻堂駅北口行

### 道路
- 新湘南バイパス - 藤沢インターチェンジ
- 藤沢バイパス（国道1号）
- 神奈川県道43号藤沢厚木線
- 神奈川県道44号伊勢原藤沢線

## 施設
- 藤沢市立明治小学校
- メルシャン藤沢工場

## その他

### 日本郵便
- 郵便番号 : 251-0057[3]（集配局 : 藤沢郵便局[16]）。